# Gil Fields and The Fraternity Brothers
Gil Fields and The Fraternity Brothers (in Italia i loro dischi sono stati pubblicati con la denominazione Gil Fields e i Fraternity Brothers) è un gruppo vocale statunitense, che inizialmente ha usato la denominazione The Fraternity Brothers.

## Storia
Il duo nasce nel 1957 dall'incontro tra Gilbert Ivan Garfield e Bunny Botkin.
Raggiungono il successo nel 1958 con la loro canzone più famosa, Passion Flower (basata sulla melodia di Per Elisa), che fa il giro del mondo. Il retro del disco contiene A Nobody Like Me.
Nella primavera 1959 entra Dave Pierson e diventano un trio, cambiando il nome in Gil Field and The Fraternity Brothers (Gil Field è il nome d'arte scelto da Garfield).
Tra gli altri successi, When.
Durante il periodo Verve uscì anche un 33 giri.
Approdano al Festival di Sanremo 1964 con due canzoni. La prima che incontro, scritto da Vito Pallavicini con musica di Gorni Kramer, è presentato in abbinamento con Fabrizio Ferretti.
Altro brano in gara Sabato sera, scritto da Bruno Pallesi e Walter Malgoni, canzone che giunge in finale della kermesse nell'interpretazione del gruppo in abbinamento con Bruno Filippini.

## Discografia

### Album
- 1959 Passion Flower (Verve Records – MG V-2116)

### 45 giri/EP
- 1957 - When/Louella (Verve Records – V-10112x45)
- 1957 - Oh Tell Me Why/In the Evening (Cadence – 1309)
- 1957 - Passion Flower/A Nobody Like Me (Verve Records – V-10081x45)
- 1958 - The Beginning of Love/Honest Love (Verve Records – V - 10135x45)
- 1958 - Passion Flower/A Nobody Like Me/Louella/Weeping Willow (Verve Records – EPV 4011)
- 1958 - Passion Flower/Honey Bee/Oo Be Doo Bedow/The Beginning of Love (Barclay – 70 189)
- 1958 - The Beginning of Love/Honest Love/Study Hall/Bull Dozer (Verve Records – EPV 4031)
- 1959 - Carina/Problems (Verve Records – V 10170x45)
- 1959 - Study Hall/Bulldozer (Verve Records – 10127)
- 1959 - Military Love Song/Oo-Bee-Doo-Bee-Dow (Verve Records – V-10164x45)
- 1959 - Carina/Problems/Nevertheless/A Blues Serenade (Verve Records – EPV 4039)
- 1959 - When/Louella (Verve Records – V-10159)
- 1959 - Bulldozer/Honest Love/Study Hall/Louella (Barclay – 70 190)
- 1959 - The Letter/Morning, Noon and Night (Verve Records – V - 10157x45)
- 1959 - Nevertheless/A Blues Serenade (Verve Records – VS-707x45)
- 1959 - Passion Flower/Louella (Verve Records – VV 20.052x45)
- 1959 - Carina/Nevertheless (Verve Records – VV 20.067x45)
- 1959 - Cora Lee/Mine All Mine (Verve Records – VV 20.082)
- 1959 - Passion Flower/A Nobody Like Me/Hoola Hoop Song/When (Karusell – VEP 5048)
- 1959 - Carina/Honey Bee (Verve Records – V-10176x45)
- 1959 - Carina/Oo-Bee-Doo-Bee-Dow (Verve Records – V-10 176)
- 1959 - Cora Lee/Mine All Mine (Verve Records – V-11073)
- 1959 - When/Hoola Hoop Song (Verve Records – V-10159x45)
- 1959 - When/Louella/The Letter/Morning, Noon and Night (Verve Records – EPV 4033)
- 1959 - Moonlight and Roses/Darling, Darling (Verve Records – V-10195x45)
- 1960 - Passion Flower/A Nobody Like Me (La Voz de su Amo – 7EPL 13.404)
- 1960 - The Big Hurt/Too Soon (Verve Records – V - 11075x45)
- 1960 - Dreamin'/I Had a Dream (Verve Records – V-11077x45)
- 1960 - Itsy Bitsy Teeny Weeny Yellow Polka Dot Bikini/My Little Corner Of The World (Verve Records – V-11078x45)
- 1961 - Passion Flower/Carina (Verve Records – VK 0104)
- 1962 - Topolino/Te, solo te con Gil Fields (Derby - DB 5001)
- 1963 - Angelo credimi/Gioconda (Derby - DB 5068)
- 1964 - Sabato sera/La prima che incontro con Gil Fields (Derby - DB 5074)
- 1964 - Auguri lo stesso/Quando tu ricorderai (Derby - DB 5096)
- 1965 - Aiutami/E lo chiamano amore (Derby - DB 5154)
- xxxx - Aschenputtel/Sei Glücklich Mit Ihm (Italia – I - 2042)
- xxxx - Passion Flower (PolyGram – AS 5000 843)